# Wöllersheim (Neuhof)
Wöllersheim ist ein eingegliederter Ortsteil der Gemeinde Lamspringe im Landkreis Hildesheim in Niedersachsen. Es ist Mitglied der Region Leinebergland, ein nach dem Leader-Ansatz gegründeter freiwilliger Zusammenschluss verschiedener Städte und Gemeinden im südlichen Niedersachsen.

## Geschichte
Siedlungen um das Kloster Lamspringe gibt es fast so lange wie das Kloster selbst, eine genaue Jahreszahl gibt es zu Wöllersheim jedoch nicht. Der Ort stand in der Literatur erstmals um 1730 unter den Namen Wöllersen / Wollersen, einem Ort, der aus 3 Meyerhöfen und aus dem dazugehörigen Umland besteht. 1814 werden beide Namen noch für die Siedlungen benutzt, bis spätestens 1860 nur noch der Name Wöllersheim verwendet wird.

## Eingemeindungen
Am 1. März 1974 wurde die kleine Gemeinde Wöllersheim (mit damals weniger als 50 Einwohnern) in die Gemeinde Neuhof eingegliedert.
Die Gemeinden Neuhof, Harbarnsen, Lamspringe, Sehlem und Woltershausen der aufgelösten Samtgemeinde Lamspringe wurden am 1. November 2016 zur neuen Gemeinde Lamspringe vereinigt.

## Politik

### Gemeinderat und Bürgermeister
Auf kommunaler Ebene wird der Ortsteil Wöllersheim vom Gemeinderat aus Lamspringe vertreten.

### Ortsvorsteher
Der Ortsvorsteher von Wöllersheim, Neuhof und Ammenhausen ist Friedhelm Bohnsack.

### Wappen
Der Entwurf des Kommunalwappens der ehemals selbstständigen Gemeinde Wöllersheim stammt von dem Heraldiker und Wappenmaler Gustav Völker, der sämtliche Wappen in der Region Hannover entworfen hat. Der Gemeinde wurde das Ortswappen am 18. Oktober 1938 durch den Oberpräsidenten der Provinz Hannover verliehen. Der Landrat aus Alfeld überreichte es am 8. Mai 1939.
| Wappen von Wöllersheim | Blasonierung: „In Rot drei wachsende silberne Knebelspieße über schwarzem Schildfuß mit 3 (2 : 1) verschlungenen goldenen Ringen.“ |
| Wappen von Wöllersheim | Wappenbegründung: Wöllersheim ist das kleinste Dorf des Kreises Alfeld. Die damals drei vorhandenen Höfe, die in beispielhafter Gemeinschaftsarbeit eine vorbildliche Landarbeitersiedlung schufen, werden im Wappen durch die Ringe symbolhaft vertreten, und deren auf vorbildlicher Einigkeit beruhende Kraft kommt in den Lanzen zum Ausdruck. „Einigkeit macht stark“ ist das Motto dieses von der Gemeinde einstimmig erkorenen Wappens. |